# 와케베 미쓰노부

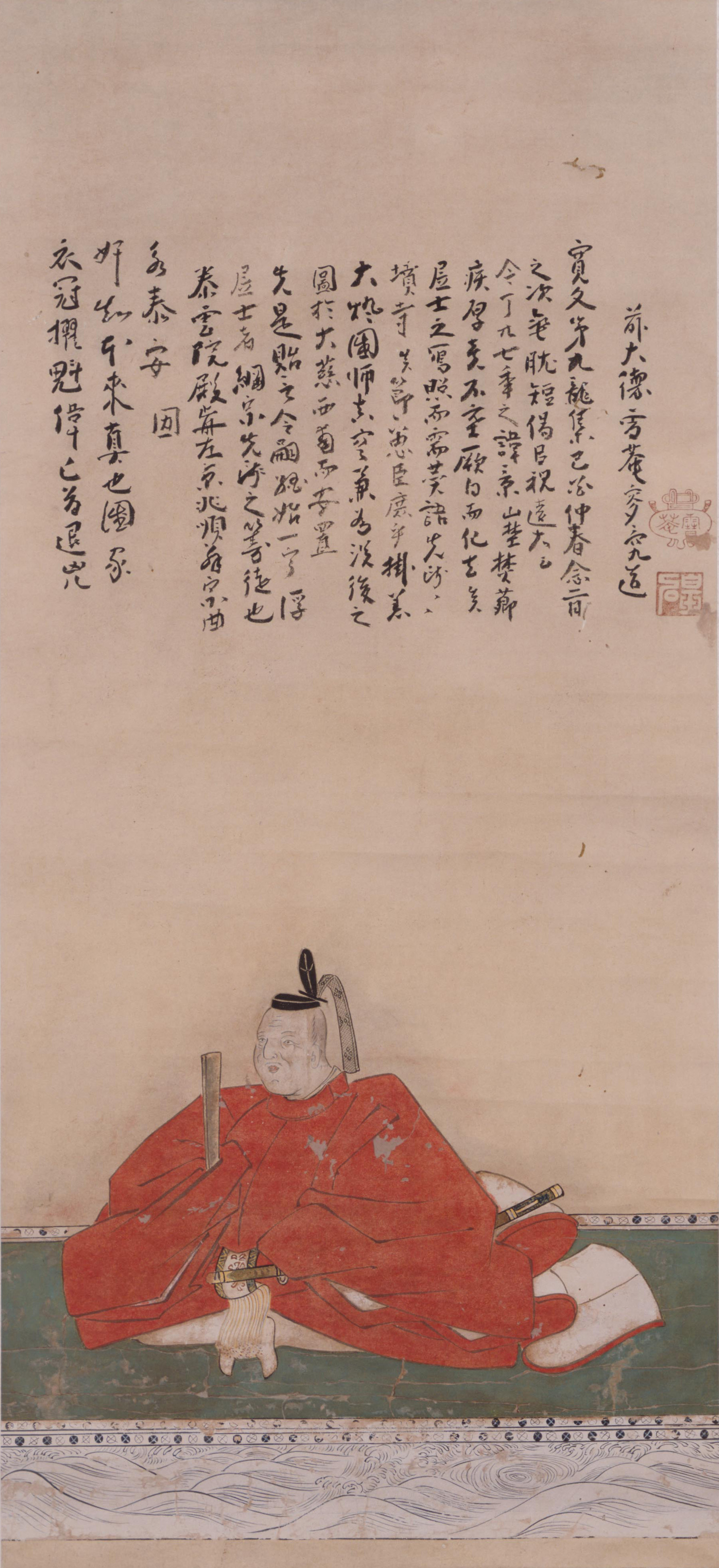
와케베 미쓰노부

와케베 미쓰노부(일본어: 分部光信, 1591년 ~ 1643년 4월 10일)는 에도 시대 전기의 다이묘이다. 이세 우에노 번주, 오미 오미조 번 초대 번주를 지냈다. 와케베가(分部家) 제2대 당주.
친부는 나가노 구도씨 출신 이세 국인 나가노 마사카쓰이다. 외숙부 와케베 미쓰카쓰의 요절로 인해 미쓰노부는 외조부 와케베 미쓰요시의 양자가 되었다.
| 전임 (와케베 미쓰요시) | 이세 우에노 번 번주 (와케베가) 1601년 ~ 1619년 | 후임 폐번 |

|  | 제1대 오미조 번 번주 (와케베가) 1619년 ~ 1643년 | 후임 와케베 요시하루 |